# Bugaj (powiat gorlicki)
Bugaj – wieś w Polsce położona w województwie małopolskim, w powiecie gorlickim, w gminie Biecz, na zachód od Biecza. Do XIX w. był przysiółkiem Rożnowic, samodzielnie istnieje jako wieś od 1870 roku.
W latach 1975–1998 miejscowość należała administracyjnie do województwa krośnieńskiego.